# Ed Martin
Pour les articles homonymes, voir Martin.
Edward Robert « Ed » Martin Jr., né le 19 mars 1970 à New York, est un homme politique et avocat américain. Il occupe le poste de procureur des États-Unis pour le district de Columbia (en) par intérim début 2025. Il est remplacé en mai 2025 par Jeanine Pirro, une commentatrice de la chaîne Fox News.

## Carrière
Républicain, Ed Martin a été chef de cabinet du gouverneur du Missouri, Matt Blunt, de 2006 à novembre 2007. Il est le candidat du parti pour le troisième district congressionnel du Missouri en 2010, mais perd les élections générales de novembre 2010 face au démocrate sortant Russ Carnahan. Ed Martin se présente sans succès au poste de procureur général du Missouri (en) en 2012, en tant que candidat républicain. En 2013, il est élu président du Parti républicain du Missouri.
Fervent soutien de Donald Trump et militant qui a défendu les émeutiers de l'assaut du Capitole et a soutenu les revendications sur élection volée en 2020, il a « amplifié la propagande anti-américaine » dans ses interventions sur les médias russes RT et Sputnik entre 2016 et 2024 selon The Washington Post.

## Procureur
En décembre 2024, Donald Trump annonce son intention de nommer Ed Martin au poste de chef de cabinet du Bureau de la gestion et du budget mais, en janvier 2025, le président le désigne procureur des États-Unis pour le district de Columbia (en) par intérim. Cela fait de lui le premier procureur pour Washington depuis au moins cinquante ans à être nommé sans expérience en tant que juge ou procureur fédéral.
Lors de son intérim, il utilise sa position pour purger ses services des agents ayant précédement enquêté sur Trump. Il utilise également son office pour menacer les opposants au président Trump, employés, élus démocrates ou universitaires.
Le 6 mai 2025, le sénateur républicain Thom Tillis, membre du comité judiciaire sénatorial, annonce s'opposer à la nomination de Ed Martin. Il évoque sa présence lors des manifestations du 6 janvier 2021 refusant la légitimité de l'élection de Biden puis, en tant qu'avocat privé, la défense légale des émeutiers. En retirant son soutien, Tillis rejoint ainsi les 10 démocrates s'opposant à la nomination de Martin et une impasse pour sa nomination (11 vs 11 votes). Trump contacte de nombreux républicain pour soutenir malgré tout la candidature de Martin.
Le président Donald Trump doit annoncer, le 8 mai 2025, son remplacement dans les fonctions de procureur par intérim en raison de la défection d’élus républicains nécessaires à sa confirmation par le Sénat, de la révélation de ses liens avec des participants de l’assaut du Capitole et ses apparitions fréquentes dans des médias russes.
Dans le même message, le président Donald Trump annonce le remplacement d'Ed Martin par Jeanine Pirro, ancienne procureure et magistrate, devenue commentatrice de la chaîne Fox News et indique la prochaine nomination d'Ed Martin au ministère de la Justice comme « directeur du groupe de travail sur l’instrumentalisation de la justice ».

### Action contre Wikipédia
Dans un courrier adressé à la fondation Wikimedia le 24 avril 2025, Ed Martin, accuse l’encyclopédie Wikipédia de commettre « une série d’actions susceptibles de violer ses obligations » en tant que société à but non lucratif. Il reproche au conseil d’administration de la fondation d’être « composé principalement de ressortissants étrangers, ce qui nuit aux intérêts des contribuables américains ». Il accuse l’encyclopédie de permettre « à des acteurs étrangers de manipuler des informations et de diffuser de la propagande auprès du public américain », y compris sur des sujets touchant à « la sécurité nationale et aux intérêts des États-Unis ». Il met en demeure Wikimédia de répondre, d'ici au 15 mai 2025, à une dizaine de questions concernant les dispositifs de régulation mis en place par l'encyclopédie. Il menace enfin de remettre en question l’exonération d’impôts dont bénéficie la fondation.

### Action contre les revues savantes
À la fin du mois d'avril 2025, le procureur Martin adresse à plusieurs revues savantes (Environmental Health Perspectives (EHP), Journal of Health and Pollution (JHP), publié par Pure Health, Obstetrics & Gynecology, Chest, et New England Journal of Medicine (NEJM), une liste de questions, exigeant une réponse d'ici au 2 mai, assortie du reproche d'être « partisans dans différents débats scientifiques ». Les financements fédéraux des revues EHP et JHP ayant été coupés, celles-ci ont dû suspendre la réception des manuscrits.